# Simon Jacob
Simon Jacob (* um 1525 in Coburg; † 24. Juni 1564 in Frankfurt am Main) war ein deutscher Mathematiker und Rechenmeister.

## Leben und Werk
Jacob stammte aus Coburg. Er bekam seine Rechenmeisterausbildung bei Johann Neudörffer dem Älteren in Nürnberg. Dort traf er als Lehrassistent ab 1547 auch mit Caspar Schleupner zusammen, der später als Rechenmeister in Neiße und Breslau tätig war. Am 20. Juli 1556 erwarb er das Bürgerrecht der Reichsstadt Frankfurt am Main, wo er als Simon Jacob von Coburg geführt wurde.
1557 veröffentlichte er sein kleines Rechenbuch auf den Linien und mit Ziffern im Verlag von Christian Egenolffs Erben. 1565 folgte sein großes Rechenbuch Ein new und wolgegründt Rechenbuch, auff den Linien und Ziffern, das von seinem Bruder Pancratius Jacob (24. Juni 1560 Bürger von Frankfurt am Main, † 23. August 1583 in Frankfurt am Main), Ratsschreiber in Frankfurt am Main, postum mit einer eigenen Vorrede herausgegeben wurde. Der Vorrede beigefügt wurde eine lateinische Leichenpredigt des Predigers Johann Ulrich Strupp (12. April 1564 Bürger von Frankfurt am Main, † 5. November 1567 in Frankfurt am Main), eines jüngeren Bruders des Stadtphysikus Joachim Strupp aus Gelnhausen.
Jacob beschrieb darin in Anlehnung an Adam Rieses Rechenbuch und Michael Stifels Arithmetica integra sowohl die traditionelle Arithmetik mit dem Rechenbrett mit römischer Zahlschrift als auch die moderne nach dem Stellenwertsystem mit arabischen Ziffern. Sein Rechenbuch enthielt viele Beispiele, die für das kaufmännische Rechnen und die praktische Geometrie nützlich waren, wie es in der Handels- und Messestadt Frankfurt benötigt wurde. Jacob benutzte in seinem Rechenbuch die algebraische Symbolik der deutschen Coß und nutzte die Regula falsi zur Lösung von Gleichungen mit Unbekannten. 

## Werke
- Rechenbuch auff den Linien und mit Ziffern. Christian Egenolffs Erben, Frankfurt am Main 1557 (Online). Weitere teils verbesserte zwölf Drucke bis 1613. Die Auflage von 1571 erweiterte sein Bruder Pancratius Jacob als Herausgeber um Simon Jacobs Visiertraktat (Online); diese Ergänzung blieb in den weiteren Drucken bestehen.[6]
- Ein new und wolgegründt Rechenbuch, auff den Linien und Ziffern, sampt der Welschen Practica und allerley Vortheilen, neben der Extraction Radicum, und von den Proportionen, mit dielen lustigen Fragen und Aufgaben. Dessgleichen ein vollkommener Bericht der Regel Falsi, mit neuwen Inventionibus, Demonstrationibus, und Vortheilen, so biß anher für unmüglich gescheht, gebessert, dergleichen noch nie an Tag kommen. Und dann von der Geometrie, wie man mancherley Felder und Ebenen, auch allerley Corpora, Regularia und Irregularia, messen, Aream finden und rechnen soll. Alles durch Simon Jacob von Coburg. Bürger und Rechenmeister zu Franckfurt am Mayn, mit fleiß zusammengetragen. Hg. von Pancratius Jacob. Georg Rab, Frankfurt am Main 1565 (Online). Weitere drei unveränderte Drucke bis 1612.[7]